# Papaver kuvajevii
Papaver kuvajevii är en vallmoväxtart som beskrevs av Schaulo och Sonnikova. Papaver kuvajevii ingår i släktet vallmor, och familjen vallmoväxter. Inga underarter finns listade i Catalogue of Life.